# Ražanj (općina)
Ražanj (općina) (ćirilično: Општина Ражањ) je općina u Nišavskom okrugu u Srbiji. Središte općine je grad Ražanj.

## Stanovništvo
Prema popisu stanovništva iz 2002. godine općina je imala 11.362 stanovnika, dok je 1991. godine općina imala 13.127 stanovnika.

## Administrativna podjela
Općina Ražanj podjeljena je na 23 naselja jedan grad i 22 naselja.

### Gradovi
- Ražanj,

### Naselja
| - Braljina, - Varoš, - Vitoševac, - Grabovo, - Lipovac, - Mađere, - Maletina, - Maćija, | - Novi Bračin, - Pardik, - Podgorac, - Pretrkovac, - Poslon, - Praskovče, - Rujište, | - Skorica, - Smilovac, - Stari Bračin, - Cerovo, - Crni Kao, - Čubura, - Šetka |